# Gustav Boley

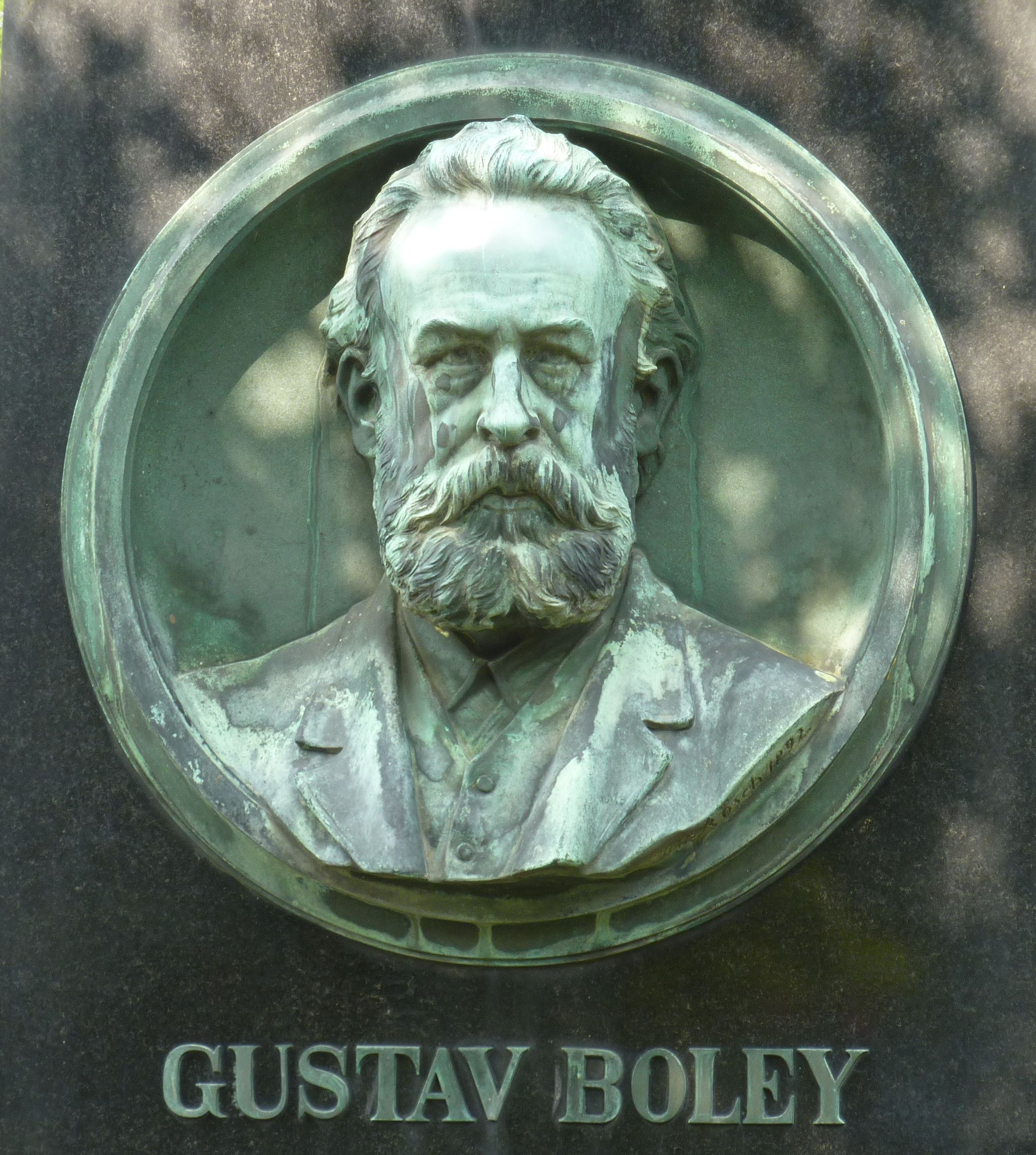
Gustav Boley

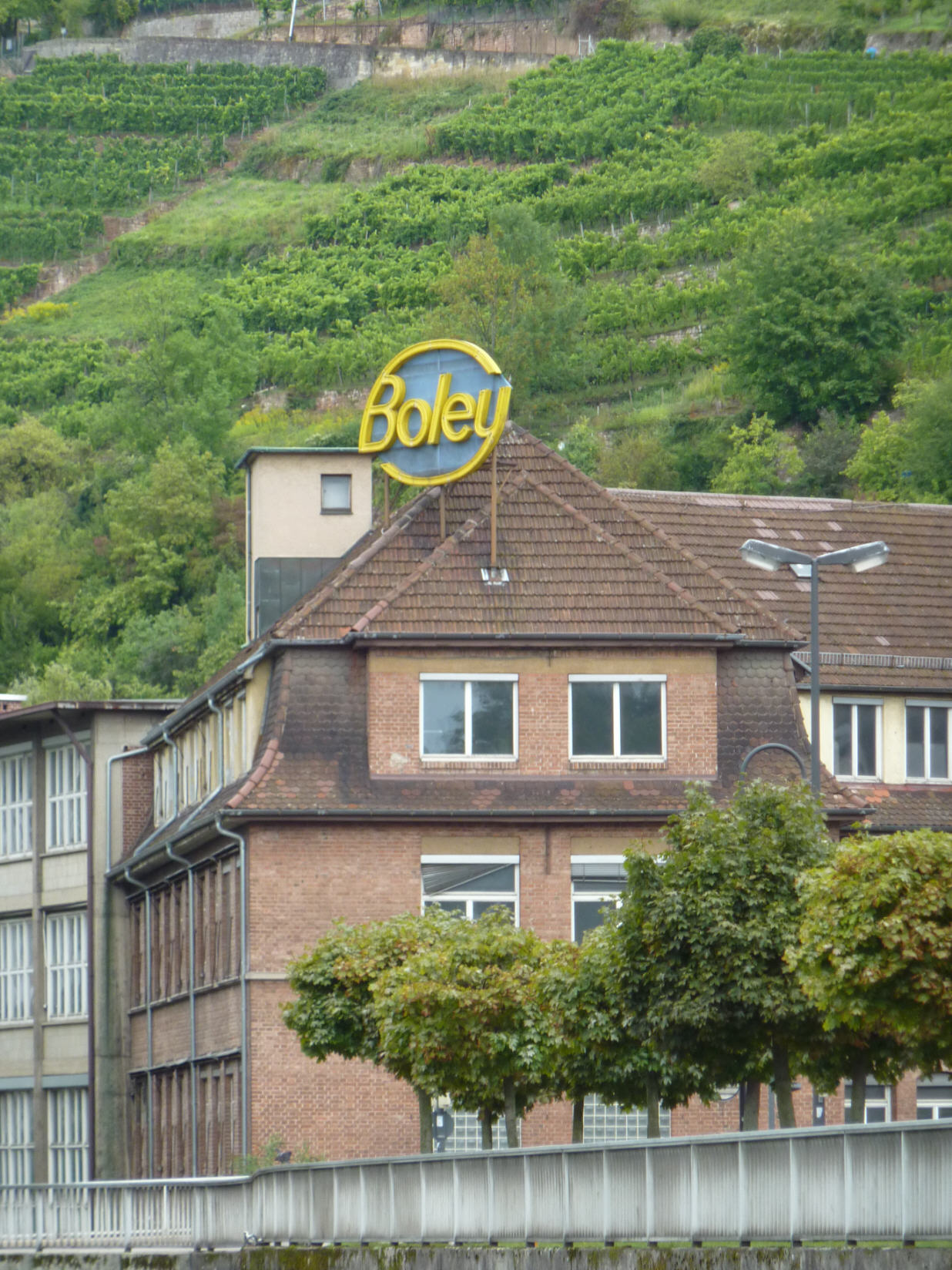
Fabrikgebäude mit dem Schriftzug Boley

Gustav Adolf Boley (* 20. Juni 1835 in Köngen; † 2. Februar 1891 in Esslingen am Neckar) war ein deutscher Uhrmacher, Unternehmer und Erfinder.

## Leben
Gustav Boley absolvierte in Stuttgart eine Uhrmacherlehre und arbeitete danach in Ulm, St. Gallen und La Chaux-de-Fonds, wo er eine Handlung für Uhrenzubehör eröffnete. 1870 kam er nach Deutschland zurück; zwei Jahre später kaufte er ein Haus in Esslingen und etablierte dort die Firma G. Boley als erste Uhrmacherwerkzeugfabrik Deutschlands. Auch Präzisions-Werkzeugmaschinen und Schraubstöcke wurden dort produziert. Boley exportierte seine Produkte auch ins Ausland.

## Weitere Entwicklung
Nach Gustav Boleys Tod führte seine Witwe Elisa das florierende Unternehmen zunächst allein weiter. Erst 1902 nahm sie den ältesten Sohn Willi und den Mitarbeiter Josef Leinen als Teilhaber auf. Leinen schied allerdings 1904 schon wieder aus und gründete ein eigenes Unternehmen, das später unter der Firma Boley & Leinen bekannt wurde. 
Dafür traten 1905 Paul Pfleiderer und 1912 Boleys zweiter Sohn Hans Gustav als Teilhaber ein. Die Nachkommen von Willi und Hans Gustav Boley sowie von Pfleiderer führten das Unternehmen in den nächsten Generationen weiter. 1976 verkaufte man erstmals CNC-Drehmaschinen. 1985 machten computergesteuerte Werkzeugmaschinen schon drei Viertel des Umsatzes aus. Das Unternehmen ging 1992 in den Besitz des Citizen-Konzerns über.